# Red Pedersen
Pour les articles homonymes, voir Pedersen et Pederson.
Asger Rye « Red » Pedersen ou Asgar Rye Pederson, né en 1935 au Danemark et mort le 30 mai 2025,  est un homme politique canadien des Territoires du Nord-Ouest.

## Biographie
Né au Danemark, Red Pedersen décroche un emploi dans le Nord canadien pour la Compagnie de la Baie d'Hudson (HBC) dans la communauté de Cambridge Bay dans les Territoires du Nord-Ouest (aujourd'hui Ikaluktutiak au Nunavut) en 1953. Durant la même année, il est envoyé à rivière Perry (Kuugjuaq) pour assister Stephen Angulalik (en) et l'aider dans la tenue de livre, l'inventaire et les commandes du poste dans la traite des fourrures, car Angulalik ne parlait par anglais. Angulalik vend le poste de traite à la HBC et la compagnie le nomme gestionnaire du poste,,,.

## Service public
Dix ans plus tard, Pedersen devient administrateur du Gouvernement du Canada à Coppermine (Kugluktuk), Pangnirtung et Fort Rae (Behchokǫ̀). Député à l'Assemblée législative des Territoires du Nord-Ouest dans Kitikmeot West dès 1983 (en), il est réélu en 1987 (en). De novembre 1987 à octobre 1989, il est Président de l'Assemblée législative des Territoires du Nord-Ouest.
Pedersen devient membre du conseil d'administration de la Independent Environmental Monitoring Agency jusqu'à sa retraite en 2003,.
En décembre 2003, il est élu par acclamation maire de Kugluktuk et est fait membre de l'Ordre du Nunavut (en).
Red Pedersen meurt le 30 mai 2025.